# Stow (Maine)
Stow ist eine Town im Oxford County des Bundesstaates Maine in den Vereinigten Staaten. Im Jahr 2020 lebten dort 393 Einwohner in 243 Haushalten auf einer Fläche von 63,04 km².

## Geographie
Nach dem United States Census Bureau hat Stow eine Gesamtfläche von 63,04 km², von der 62,70 km² Land sind und 0,34 km² aus Gewässern bestehen.

### Geographische Lage
Stow liegt im Westen des Oxford Countys und grenzt an das Carroll County in New Hampshire. Ein großer Teil im Norden des Gebietes von Stow gehört zum White Mountain National Forest und befindet sich im östlichen Teil des National Forest. In diesem Gebiet befindet sich der Shell Pond an der östlichen Grenze des Gebietes. Der Cold River fließt in südlicher Richtung durch die Town. Die Oberfläche des Gebietes ist hügelig, die höchste Erhebung ist der 543 m hohe Blueberry Mountain.

### Nachbargemeinden
Alle Entfernungen sind als Luftlinien zwischen den offiziellen Koordinaten der Orte aus der Volkszählung 2010 angegeben.
- Norden: South Oxford, Unorganized Territory, 15,5 km
- Nordosten: Stoneham 10,3 km
- Südosten: Lovell, 6,9 km
- Süden: Fryeburg, 16,4 km
- Westen: Chatham, Carroll County, New Hampshire, 10,9 km

### Stadtgliederung
In Stow gibt es keine näher definierten Siedlungsgebiete.

### Klima
Die mittlere Durchschnittstemperatur in Stow liegt zwischen −7,8 °C (18 °F) im Januar und 20,6 °C (69 °F) im Juli. Damit ist der Ort gegenüber dem langjährigen Mittel Maines um etwa 2 Grad kühler. Die Schneefälle zwischen Oktober und Mai liegen mit deutlich mehr als zwei Metern (bei einem Spitzenwert im Januar von knapp 50 cm) ungefähr doppelt so hoch wie die mittlere Schneehöhe in den USA. Die tägliche Sonnenscheindauer liegt am unteren Rand des Wertespektrums der USA.

## Geschichte
Die Besiedlung in dem Gebiet startete im Jahr 1770. Stow wurde am 28. Januar 1833 als eigenständige Town organisiert. Zuvor gehörten Teile des Gebietes zur Fryeburg Addition und zum Bradley and Eastman’s Grant.

### Einwohnerentwicklung
| Volkszählungsergebnisse – Town of Stow, Maine | Volkszählungsergebnisse – Town of Stow, Maine | Volkszählungsergebnisse – Town of Stow, Maine | Volkszählungsergebnisse – Town of Stow, Maine | Volkszählungsergebnisse – Town of Stow, Maine | Volkszählungsergebnisse – Town of Stow, Maine | Volkszählungsergebnisse – Town of Stow, Maine | Volkszählungsergebnisse – Town of Stow, Maine | Volkszählungsergebnisse – Town of Stow, Maine | Volkszählungsergebnisse – Town of Stow, Maine | Volkszählungsergebnisse – Town of Stow, Maine |
| Jahr                                          | 1800                                          | 1810                                          | 1820                                          | 1830                                          | 1840                                          | 1850                                          | 1860                                          | 1870                                          | 1880                                          | 1890                                          |
| --------------------------------------------- | --------------------------------------------- | --------------------------------------------- | --------------------------------------------- | --------------------------------------------- | --------------------------------------------- | --------------------------------------------- | --------------------------------------------- | --------------------------------------------- | --------------------------------------------- | --------------------------------------------- |
| Einwohner                                     |                                               |                                               | 129                                           | 165                                           | 376                                           | 471                                           | 551                                           | 427                                           | 401                                           | 291                                           |
| Jahr                                          | 1900                                          | 1910                                          | 1920                                          | 1930                                          | 1940                                          | 1950                                          | 1960                                          | 1970                                          | 1980                                          | 1990                                          |
| Einwohner                                     | 270                                           | 224                                           | 199                                           | 161                                           | 153                                           | 147                                           | 108                                           | 100                                           | 186                                           | 283                                           |
| Jahr                                          | 2000                                          | 2010                                          | 2020                                          | 2030                                          | 2040                                          | 2050                                          | 2060                                          | 2070                                          | 2080                                          | 2090                                          |
| Einwohner                                     | 288                                           | 385                                           | 393                                           |                                               |                                               |                                               |                                               |                                               |                                               |                                               |

## Kultur und Sehenswürdigkeiten

### Bauwerke
In Stow wurde die Farm Brickett Place 1982 unter Denkmalschutz gestellt und unter der Register-Nr. 82000772 ins National Register of Historic Places aufgenommen.

## Wirtschaft und Infrastruktur

### Verkehr
Die Maine State Route 113 verläuft in nordsüdlicher Richtung durch Stow.

### Öffentliche Einrichtungen
In Stow gibt es kein eigenes Krankenhaus und keine medizinische Einrichtung. Die nächstgelegenen Einrichtungen befinden sich in Fryeburg sowie in North Conway, New Hampshire.
Die nächstgelegene Bücherei für die Bewohner von Stow befindet sich in Lovell.

### Bildung
Stow gehört zusammen mit Brownfield, Denmark, Fryeburg, Lovell, Stoneham und Sweden zum Maine School Administrative District 72.
Im Schulbezirk werden folgende Schulen angeboten:
- Molly Ockett School in Fryeburg, mit den Schulklassen Kindergarten bis 8. Schuljahr
- Brownfield Denmark Elementary School in Denmark, mit den Schulklassen Kindergarten bis 4. Schuljahr
- New Suncook Elementary School in Lowell, mit den Schulklassen Kindergarten bis 4. Schuljahr